# Frederick Lane
Frederick Claude Vivian Lane (ur. 2 lutego 1880 w Millers Point, zm. 14 maja 1969 w Avalon) – australijski pływak, olimpijczyk, dwukrotny złoty medalista II Letnich Igrzysk Olimpijskich – jeden z nich zdobył na dystansie 200 m stylem dowolnym (z czasem 2:25.2), a drugi w konkurencji 200 m z przeszkodami (z czasem 2:38.4).